# Martino da Modena
Martino da Modena est un enlumineur italien actif à Modène, Bologne et Ferrare entre 1470 et 1489.

## Biographie

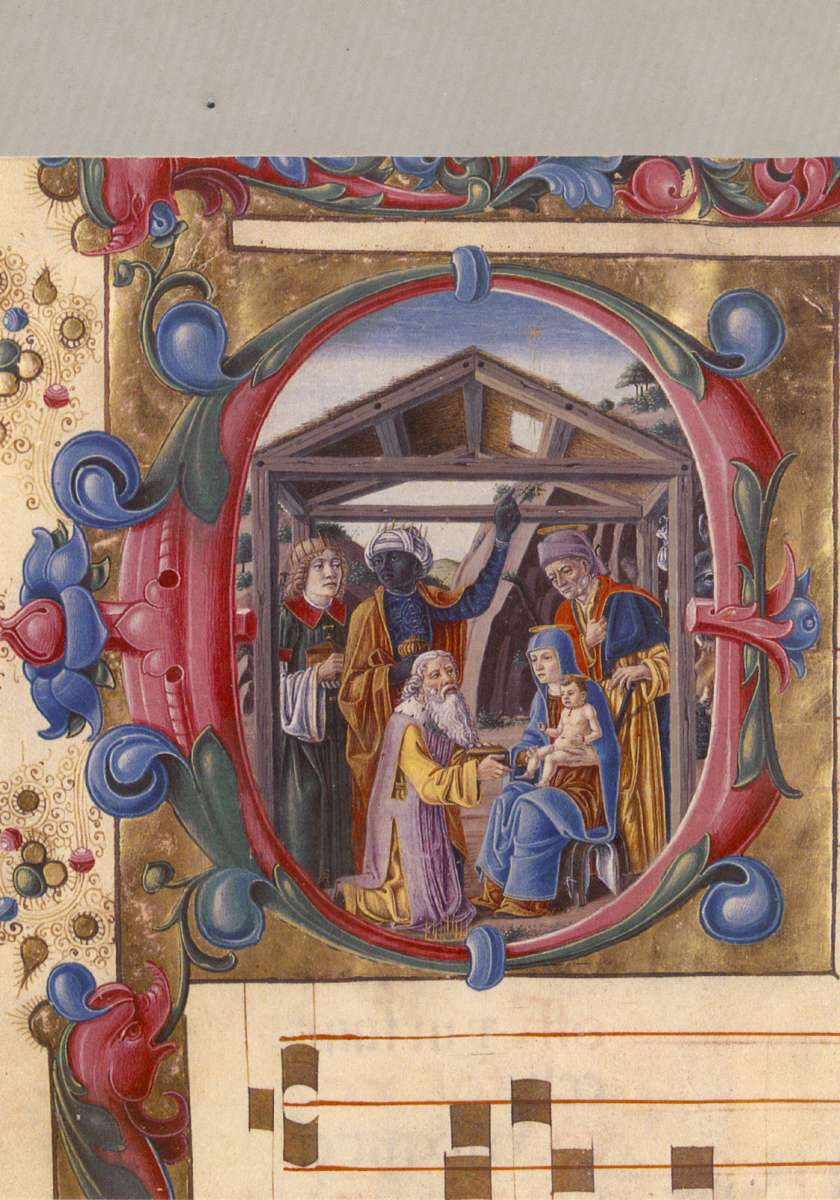
Lettrine représentant l'Adoration des mages, extraite d'un graduel pour la basilique San Petronio de Bologne.

Martino da Modena est probablement le fils de l'enlumineur Giorgio d'Alemagna, un artiste d'origine allemande installé à Modène et Ferrare. Martino pourrait s'être rendu à Venise au début des années 1470, où il prend connaissance des œuvres d'Andrea Mantegna et où il participe à la décorations de plusieurs ouvrages pour des commanditaires vénitiens. De retour en Émilie-Romagne, il collabore avec son père à la réalisation de deux psautiers appartenant à un ensemble de livres liturgiques pour la cathédrale de Modène vers 1473-1476. Sa grande commande est le décor de sept grands livres liturgiques pour la basilique San Petronio de Bologne, qui avaient été laissés inachevés par Taddeo Crivelli en 1476. Outre ces commandes ecclésiastiques, il décore également des ouvrages pour Hercule Ier d'Este ou son fils Hippolyte Ier d'Este. Il apparait une dernière fois dans les archives comme témoin lors d'un procès à Ferrare en octobre 1489 et décède probablement peu de temps après.

## Œuvre

### Manuscrits attribués

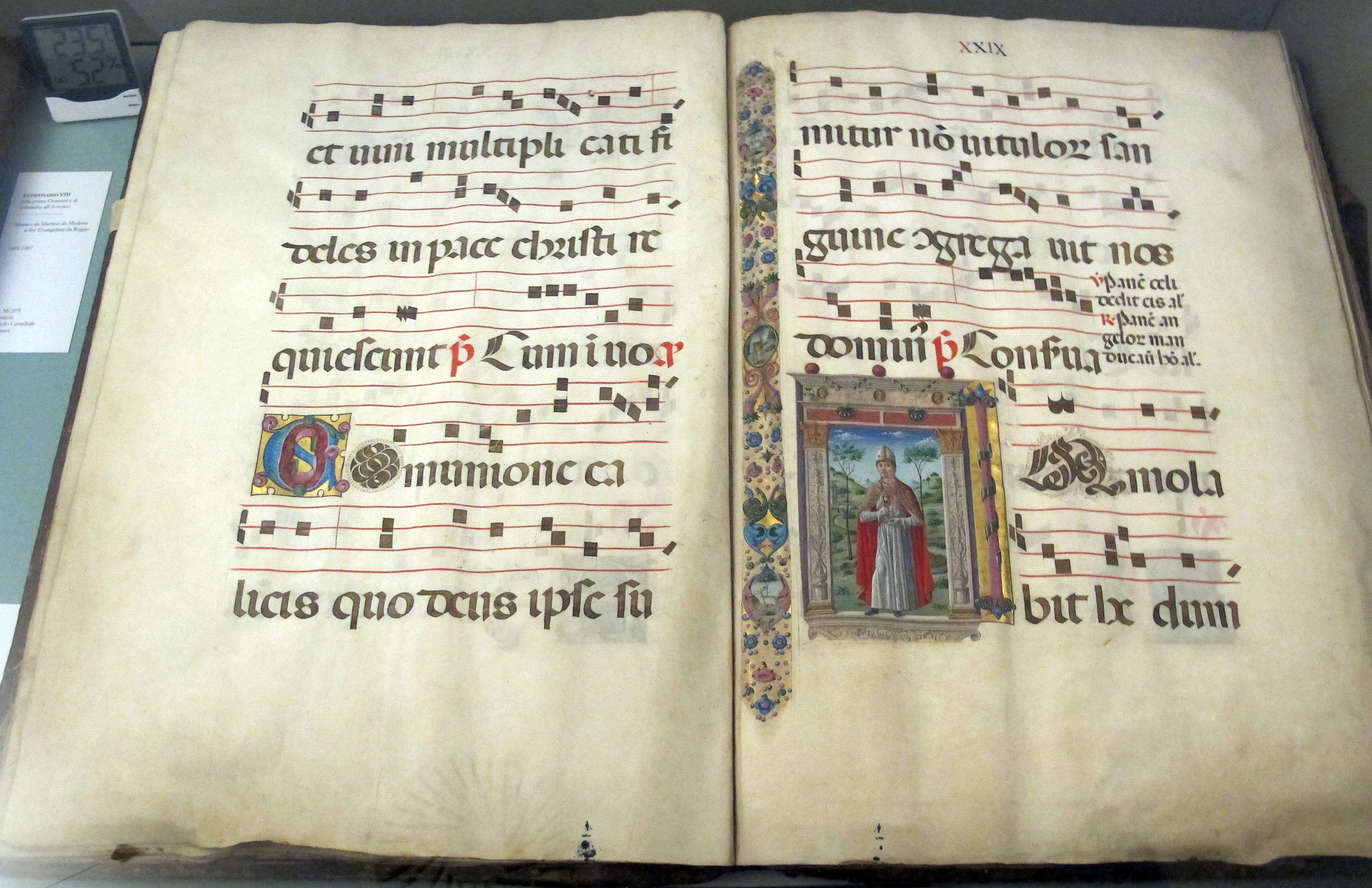
Antiphonaire pour la cathédrale de Ferrare, Ant.7.

- Livre d'heures pour un commanditaire vénitien, vers 1470, New York Public Library, Spencer collection, Ms.45[2]
- Mariegola (statuts) de la confrérie des Merciai de Venise, vers 1471, un feuillet détaché avec une lettrine représentant le prophète Daniel, Musée Marmottan-Monet, Paris, coll. Wildenstein, M-6061[3]
- Livre d'heures pour la famille Garzoni, Museo Correr, Venise, cl. V.n.8
- Livre d'heures pour un commanditaire vénitien, 1 grande miniature et 5 lettrines, British Library, Stowe 29[4]
- Missel pour la basilique San Prospero de Reggio d'Émilie, Biblioteca Palatina, Parme, Cod. Parm. 851.199
- Deux psautiers pour la cathédrale de Modène, en collaboration avec Giorgio d'Alemagna, 1473-1476, Archives et bibliothèque diocésaine de Modène, Ms.O.III.4 et 5
- Missel pour Hercule Ier d'Este, en collaboration avec son père, début des années 1470, Biblioteca Trivulziana, Ms.2165[5]
- Livres liturgiques pour l'abbaye Saint-Jean-l'Évangéliste de Parme, 1486-1488, Archives du monastère, Gradual
- Sept livres liturgiques pour la basilique San Petronio de Bologne, musée de la basilique San Petronio, Grad. I - XI
- 2 antiphonaires pour la cathédrale Saint-Georges de Ferrare, à partir de 1477, en collaboration avec Jacopo Filippo d’Argenta, Archives et musée de la cathédrale, Antiphonal 7/8

### Miniatures isolées
- Lettrine O avec David au pied dans un nœud coulant, découpée d'un graduel, Metropolitan Museum of Art, Lehmann collection, 1975.1.2483 (parfois également attribué à Domenico Morone[6]